# Adaina microdactyla
Adaina microdactyla là một loài bướm đêm thuộc họ Pterophoridae. Chúng phân bố rộng và được tìm thấy ở miền Cổ bắc (từ châu Âu đến Hàn Quốc, Nhật Bản và Trung Quốc), Tiểu Á, Iran, Việt Nam, quần đảo Solomon, Philippines, Sri Lanka, Indonesia và Papua New Guinea.
Sải cánh dài 13–17 mm. Con trưởng thành bay vào tháng 5 và tháng 6 và một lần nữa vào tháng 8 làm hai đợt ở Tây Âu.
Ấu trùng ăn các loài Eupatorium cannabinum, Pluchea indica, Solidago virgaurea và Brassica. They feed in the stems và form a gall.